# Nnamdi Asomugha
Nnamdi Asomugha (Lafayette (Louisiana), 6 juli 1981) is een Amerikaans acteur, filmproducent en voormalig Americanfootballspeler op de positie van cornerback.

## Levensloop

### Vroege leven
Asomugha werd geboren in Lafayette, Louisiana, als zoon van Nigeriaanse Igbo-ouders. Hij groeide op in Los Angeles en ging naar de universiteit aan de University of California in Berkeley, waar hij afstudeerde met een graad in bedrijfsfinanciering.

### American football-carrière

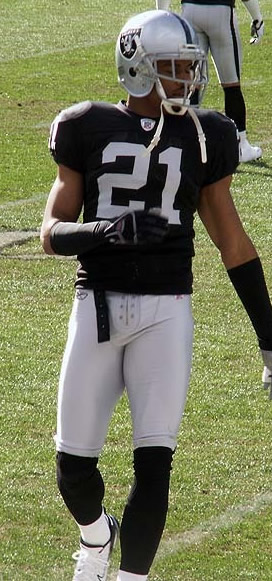
Asomugha met de Oakland Raiders (2007)

Hij begon zijn professionele American football-carrière bij de Oakland Raiders, die hem als 31e in het algemeen klassement van 2003 koos. Hij speelde 122 wedstrijden voor dit team in 8 seizoenen en was jarenlang een bepalende persoonlijkheid bij de Raiders als defensive back. Hij was bijzonder sterk in 2008 toen hij 8 onderscheppingen en één touchdown had. Als gevolg hiervan werd hij naar de Pro Bowl geroepen, net als in de volgende twee jaar.
In 2011 trad Asomugha toe tot de Philadelphia Eagles waar hij op een constant hoog niveau bleef spelen.
In 2013 ging hij naar de San Francisco 49ers, maar werd begin november vrijgelaten na slechts drie wedstrijden te hebben gespeeld. Op 26 december 2013 tekende hij een eendaags contract met de Raiders om met pensioen te gaan als speler in zijn oude team en kondigde hij zijn afscheid van actief voetbal aan.

### Filmcarrière
Asomugha begon zijn televisiecarrière in 2008 met een gastoptreden in de serie The Game. Hij ontving zijn eerste filmrol in de actiefilm Fire with Fire van David Barrett, uitgebracht in november 2012, en speelde Sherrod in een ondersteunende rol. Dit werd gevolgd door nog een ondersteunende rol in Hello, My Name Is Doris van Michael Showalter voordat hij een hoofdrol kreeg in de dramafilm Crown Heights van Matt Ruskin, die in januari 2017 in première ging op het Sundance Film Festival, als Carl King. In de romantische dramafilm Sylvie's Love van Eugene Ashe, die in januari 2020 in première ging op het Sundance Film Festival, kreeg hij de mannelijke hoofdrol en speelt hij de succesvolle saxofonist Robert Halloway.

### Privé
In 2013 trouwde hij met actrice Kerry Washington. Ze hebben samen twee kinderen.

## Filmografie

### Film
| Jaar | Titel                   | Rol             | Opmerkingen                 |
| ---- | ----------------------- | --------------- | --------------------------- |
| 2012 | Fire with Fire          | Sherrod         |                             |
| 2013 | Double Negative         | Ahmed           | Korte film / ook producent  |
| 2015 | Beasts of No Nation     |                 | Alleen uitvoerend producent |
| 2015 | Hello, My Name Is Doris | Shaka           |                             |
| 2016 | Halfway                 |                 | Alleen uitvoerend producent |
| 2017 | Crown Heights           | Carl King       | Ook producent               |
| 2019 | Harriet                 |                 | Alleen uitvoerend producent |
| 2020 | Sylvie's Love           | Robert Halloway | Ook producent               |
| 2020 | The Banker              |                 | Alleen producent            |
| 2022 | The Good Nurse          | Danny Baldwin   |                             |

### Televisie
| Jaar | Titel                        | Rol                        | Opmerkingen                       |
| ---- | ---------------------------- | -------------------------- | --------------------------------- |
| 2008 | The Game                     | Feestgast                  | Aflevering "The List"             |
| 2009 | Friday Night Lights          | Ken Shaw                   | Aflevering "East of Dillon"       |
| 2010 | Leverage                     | Walle                      | Aflevering "The Scheherazade Job" |
| 2013 | Kroll Show                   | Zichzelf                   | Aflevering "Please God"           |
| 2020 | When the Street Lights Go On | Volwassen Charlie Chambers | 10 afleveringen                   |

## Prijzen en nominaties
| Jaar | Prijs                         | Categorie                                                                          | Werk          | Uitslag     |
| ---- | ----------------------------- | ---------------------------------------------------------------------------------- | ------------- | ----------- |
| 2018 | Black Reel Award              | Uitstekende doorbraakprestaties, man                                               | Crown Heights | Genomineerd |
| 2018 | Film Independent Spirit Award | Beste mannelijke hoofdrol                                                          | Crown Heights | Genomineerd |
| 2018 | NAACP Image Award             | Uitstekende mannelijke bijrol in een film                                          | Crown Heights | Genomineerd |
| 2021 | NAACP Image Award             | Uitstekende acteur in een televisiefilm, gelimiteerde serie of dramatische special | Sylvie's Love | Genomineerd |
| 2021 | Primetime Emmy Award          | Uitstekende televisiefilm                                                          | Sylvie's Love | Genomineerd |
| 2021 | Black Reel Award              | Uitstekende tv-film/beperkte serie                                                 | Sylvie's Love | Genomineerd |
| 2021 | Black Reel Award              | Uitstekende acteur, tv-film/beperkte serie                                         | Sylvie's Love | Genomineerd |